# Хореа (Сату Маре)
Хореа (рум. Horea) насеље је у Румунији у округу Сату Маре у општини Санислау. Oпштина се налази на надморској висини од 142 m.

## Становништво
Према подацима из 2002. године у насељу је живело 203 становника, од којих су сви румунске националности.